# Hamburger Stadtpark

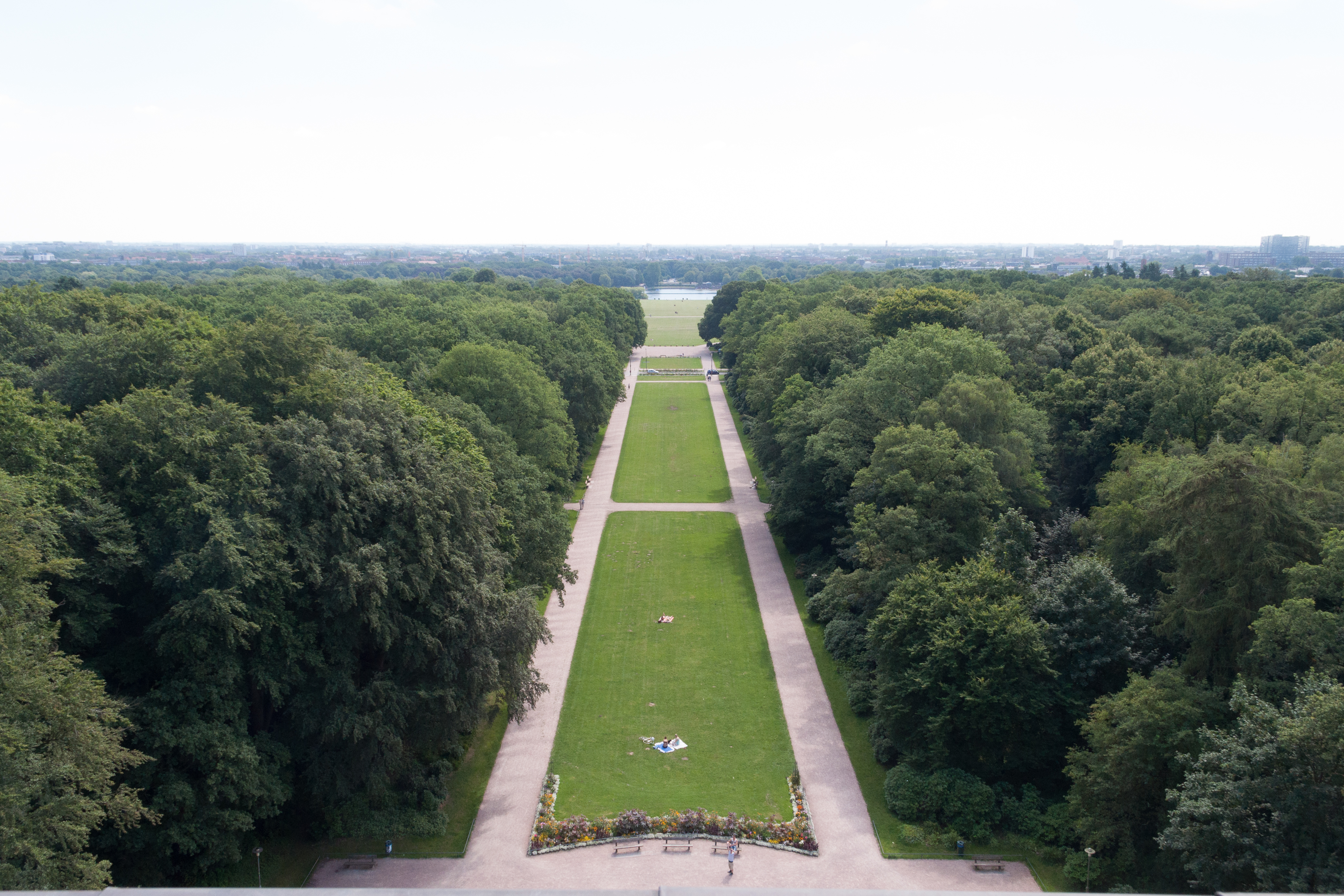
Foto de Hamburguer Stadtpark, 2014.

Hamburger Stadtpark é um parque municipal em Hamburg, Alemanha.